# Culturebox
Culturebox est à la fois une plateforme de contenus audiovisuels consacrés à la culture, appartenant au groupe public France Télévisions, distribuée sur le Web à partir du 19 juin 2013 ainsi qu'une chaîne de télévision ayant émis de février à mai 2021. Le service Culturebox exploite un site internet éponyme, lancé en octobre 2008.
La chaîne Culturebox, baptisée du même nom est retransmise sur la TNT, le satellite, le câble, la télévision IP et le Web de février à mai 2021.
Devenu un label culture du groupe France Télévisions, la sélection de programmes retransmet ses émissions sur la chaîne France 4 en soirée du 3 mai 2021 et, à partir du 6 juin 2025, date d'entrée de France 4 sur le canal national numéro 4 de la TNT, elle poursuit sa diffusion sous le titre « Les estivales de Culturebox » durant l'été 2025 .

## Historique
Culturebox est créée en octobre 2008 et devient la plateforme culturelle de France 3. Elle propose ainsi sur internet une sélection de sujets diffusés dans les journaux nationaux et régionaux de la chaîne. Elle est accompagnée d'un programme court diffusé à l'antenne. Son ambition est alors de devenir « le 1er guide culturel en vidéo ». En 2010, Culturebox passe sous la marque ombrelle de France Télévisions et son logo passe du bleu au gris.
En 2013, Culturebox devient la plateforme culturelle du groupe France Télévisions, après les lancements de Pluzz, francetv info, francetv sport et francetv éducation. Si elle garde le même nom, son contenu est intégralement revu, puisqu'elle propose désormais des spectacles (théâtre, concerts...) en intégralité, dont certains en direct,. Le site conserve une partie consacrée à l'actualité de la culture.
En 2016, à la suite du lancement de la chaîne de télévision France Info, un programme consacré à l'actualité culturelle est lancé sous le nom de Culturebox et présenté par Leïla Kaddour-Boudadi.
En 2019, l'offre Culturebox est scindée en deux : les actualités culturelles sont désormais regroupées au sein de la rubrique culturelle de France Info, baptisée « franceinfo: culture » tandis que les contenus vidéos de spectacles, de concerts et de festivals sont accessibles via la plateforme france.tv.
Dans le contexte de la pandémie de Covid-19, la plateforme france.tv lance le Culturebox Festival, avec onze concerts diffusés les 23 et 24 juillet 2020 sur leur site et sur Facebook, dont certains en direct.
Le 22 janvier 2021, en pleine pandémie de maladie à coronavirus, le groupe France Télévisions annonce le lancement d'une chaîne de télévision, présentée comme temporaire et destinée à « soutenir la culture », alors que les salles de spectacles, de concert et de cinéma, tout comme les musées et autres lieux de culture, sont fermés jusqu'à nouvel ordre. Le projet, soutenu par la ministre de la Culture Roselyne Bachelot et par le Conseil supérieur de l'audiovisuel doit être financé sur fonds propres par le groupe France Télévisions. À vocation éphémère, Culturebox est retransmise en mode hertzien numérique sur tout le territoire métropolitain (pas en outre-mer), mais également sur le satellite, le câble, la télévision IP ainsi que sur la plateforme numérique france.tv.
La chaîne est lancée le 1er février 2021 à 20 h 35. Elle récupère le canal no 19 en métropole, laissé vacant par l'arrêt de France Ô à la fin de l'été 2020. La chaîne diffuse ses programmes en HD, impliquant le basculement temporaire de France 4 et France Info en SD sur la TNT en raison de la saturation du multiplex R1.
L'arrêt de la diffusion étant acté pour fin avril 2021, le ministère de la Culture annonce dans un communiqué le prolongement de la chaîne sur le canal no 14 en soirée à partir de 20 h 10. Culturebox devient ainsi une chaîne à mi-temps avec France 4 à partir du 3 mai 2021. Ce prolongement est censé être effectif jusqu'à l'arrêt de France 4 prévu en août 2021,.
À la suite de l'annonce du maintien de France 4 par le président de la République Emmanuel Macron le 18 mai 2021, une décision du 28 juillet 2021 publiée au Journal officiel acte l'arrêt de Culturebox en tant que chaîne de télévision à compter du 20 août 2021. Cependant, à la suite de la réorganisation de la ligne éditoriale de France 4, la marque culturelle de France Télévisions continue à diffuser ses programmes en soirée sur la chaîne récemment sauvée de la fermeture,. Ainsi à partir du 30 août 2021, la programmation Culturebox est diffusée sur France 4 en alternance avec Okoo, entre 20 h 25 et 5 h. Du 26 août 2024 au 6 juin 2025, Culturebox débute à 21 h et s'achève à 6 h pour laisser la place à Okoo.
Le 6 juin 2025 pendant la nuit, la marque Culturebox disparaît de l'antenne pour laisser la place au permanent France 4, mettant fin au partage des deux canaux mis en place depuis 4 ans. Les programmes du bloc Culturebox restent toutefois diffusés mais sous la marque France 4. Le site Internet disparaît également au profit d'une page "Arts et Spectacles" sur la plateforme france.tv.

## Identité graphique
L'identité visuelle de la chaîne temporaire lancée en février 2021 est conçue par l'agence Gédéon, l'identité sonore par france.tv Distribution. La marque Culturebox se dote ainsi d'un nouveau logo qui est utilisé aussi bien à l'antenne que sur le site internet. Il est constitué notamment de deux chevrons se faisant face horizontalement. De plus, de jeunes artistes et étudiants en école d'art sont mis à contribution pour la création des jingles identitaires de la chaîne de télévision.

### Logos

Logo de 2008 à 2010.
Logo de 2010 à 2013.
Logo de 2013 à 2018.
Logo alternatif de 2013 à 2018.
Logo de 2018 à 2021.
Logo de 2021 à 2025.

### Slogan de la chaîne
- Février 2021 : « Le spectacle continue ! »

## Programmes
- Au spectacle chez soi
- Basique, les sessions
- Concours Eurovision de la chanson
- Concours Eurovision des jeunes musiciens
- Coup de théâtre
- Culturebox Festival
- Culturebox, l'émission
- Culturebox, le show
- Culture Prime
- L'ombre en lumière
- Le doc Stupéfiant
- Le Paname Comedy Club
- Les estivales de Culturebox
- Les musées chez vous
- Moonwalk
- Ouh là l'art !
- Passage des arts
- Renversant
- Un musée, une expo !
- Vieilles charrues
- Vinyle